# 랠프 애셔 앨퍼
랄프 애셔 알퍼 (Ralph Asher Alpher, 1921년 2월 3일 - 2007년 8월 12일)는 1950년대 초 빅뱅 핵합성 및 우주 마이크로파 배경 복사 예측을 포함하여 빅뱅 모델에 대한 선구적인 작업을 수행한 미국 우주론 학자이다.

## 어린 시절과 교육
앨퍼는 러시아 제국 비쳅스크에서 이민 온 유대인인 사무엘 알퍼 (출생시 이름은 알피레비치)의 아들이다. 그의 어머니 로즈 말레슨은 1938년 위암으로 사망하여 아버지가 나중에 재혼했다. 앨퍼는 워싱턴 DC에 있는 시오도어 루즈벨트 고등학교 15세에 졸업하고 학교 생도 프로그램의 소령 및 사령관 직책을 맡았다. 그는 2년 동안 고등학교 극장에서 무대 감독으로 일하여 대공황 시대에 가족의 수입을 보충했다. 또한 그레그 속기를 배워서 1937년에는 미국 지구물리학 연맹(American Geophysical Union)의 이사에서 속기사로 일하기 시작했다.
1940년에 그는 카네기 재단의 지구자기학과에 고용되어 제2차 세계대전 동안 선박의 자장 소거 기술을 개발하기 위해 미 해군과 계약을 맺고 스콧 포부시(Scott Forbush) 박사와 함께 일했다. 그는 Mark 32 및 Mark 45 기폭 장치, 어뢰, 해군 총기 통제, 자기 공수 탐지(잠수함) 및 기타 일급 비밀 병기 작업(맨해튼 프로젝트 포함)의 개발에 기여했으며 해군 병기 개발 상(1945년 12월 10일 - Symbol 포함)과의 전쟁, 1946년 또 다른 해군 병기 개발 상을 받았다. 하지만 앨퍼의 전시 작업은 보안 분류로 인해 다소 가려졌다.
1944년부터 1955년까지 그는 존스 홉킨스 대학교 응용 물리학 연구소(APL)에서 근무했다. 낮에는 탄도 미사일, 유도 시스템, 초음속 및 관련 주제의 개발에 참여했다.
1948년에 그는 중성자 포획이라는 핵합성 이론으로 물리학 박사 학위를 받았다. 1948년부터 로버트 C. 허먼 박사 (Ph.D. in Physics, 1940, Princeton University, under E. Condon)와 함께 APL에서 우주 마이크로파 배경 복사(현재 CMB라는 약자로 널리 불림)를 예견하였다. 앨퍼는 박사 학위를 받기 위해 초기 경력의 대부분을 이것에 바쳤기 때문에 병기 관련 업무에 대해서는 다소 소홀하게 되었다.
16세에 그는 MIT에서 전액 장학금을 제안 받았지만 워싱턴 DC에서 필수적으로 요구되는 동문과의 면담을 가진 후 설명이나 해명이 거의 없이 장학금이 철회된 것으로 보인다. 그는 대신에 조지 워싱턴 대학교에서 물리학 학사 학위와 이어서 대학원 학위를 취득하고, 해군과 계약을 맺고 결국 존스 홉킨스 대학교 응용물리학 연구소에서 물리학자로 일했다.
그는 조지 워싱턴 대학교에서 러시아-우크라이나계 물리학자인 조지 가모프를 만났는데 그는 이후 앨퍼를 박사 과정 학생으로 받아들였다. 가모프는 저명한 소련 이탈자이자 조지 워싱턴 대학교 교수진의 유명인 중 한 명 이었기 때문에 이것은 다소 쿠데타였다. 그의 첫 번째 물리학 과정은 1935년에 GWU 교수진으로 와서 가모프와 동료 교수진이 된 에드워드 텔러가 가르쳤다. 앨퍼는 가모프의 이론화를 지원하는 데 필요한 수학적 능력을 제공했다. 가모프는 종종 앨퍼의 독창적인 논문인 〈원소의 기원〉(The Origin of the Elements)에 대하여 전 세계에서 강연을 했다. 가모프는 핵합성에 대한 앨퍼의 업적에 대한 공로를 계속 인정받고 있다.
앨퍼는 박사박위 논문 발표 이후에 곧바로, 가상의 특이점으로부터의 "화석" 복사선인 우주 마이크로파 배경 복사의 존재에 대하여 최초로 예측을 하였다. 이것은 혼 전파망원경을 사용하여 벨 연구소의 아르노 앨런 펜지어스와 로버트 우드로 윌슨에 의해 관측적으로 확인되었다. 추가 연구에서는 다른 관찰이 이루어졌으나 우주론적으로 해석되지는 않았음을 보여주었다. 그들은 1978년에 이러한 관측 공로로 노벨 물리학상을 받았다. 아이러니하게도 프린스턴 대학교의 연구 그룹이 1965년 펜지어스와 윌슨에 대한 동반 간행물에서 인플레이션 우주(빅뱅)에 대한 우주론적 해석을 한 공로를 인정받았는데, 이는 잘못된 것이다.
조지 워싱턴 대학교에 다니는 동안 앨퍼는 야간 학교에서 심리학을 전공하면서 국무부에서 비서로 일하는 루이제 엘런 시몬스를 만났다. 진주만 공격이 있은 지 거의 두 달 후 앨퍼와 루이제는 결혼했다. 이때 그는 이미 거의 1년 반 동안 카네기 협회를 통해 미 해군을 위해 기밀 업무를 수행했다. 1944년 초 과학 연구가 중단되는 동안 그는 해군에 임관을 신청했고 자격이 있었다. 이때까지 그는 너무 많은 기밀 및 비밀 작업을 수행했기 때문에 더 이상 징집 대상이 아니었고 (약 7,000명과 함께) 입대가 금지되었다. 그해 여름에 존스 홉킨스 대학교의 응용물리학 연구소(APL)와 계약하여 또 다른 기밀 프로젝트인 새로운 자기 감지형 어뢰 폭발 장치를 연구했다. 1943년 말 해군 작전 참모총장의 명령에 따라 제대로 시험되지 않아 자기 신관 부품을 비활성화 하도록 되어 있던 신관이 부착되어 있는 Mark 14형 어뢰의 교체가 절실히 필요하였기 때문에 이러한 연구가 절실히 요구되었다(VS Alpher, The Submarine Review, 10월, 2009).

## 빅뱅 핵합성 이론
1948년 앨퍼의 논문에서는 빅뱅 핵합성으로 알려지게 되는 주제를 다루었다. 핵합성은 빅뱅 이후 순간에 단순한 요소에서 어떻게 더 복잡한 요소가 만들어지는지에 대한 설명이다. 빅뱅 직후 온도가 극도로 높았을 때는 중성자, 양성자 등의 핵입자가 뭉치더라도(핵력의 인력에 의해 붙들려 있다) 고밀도로 존재하는 빛의 고에너지 광자 (quanta)에 의해 즉시 분해된다. 즉, 이 극도로 높은 온도에서는 광자의 운동 에너지가 강한 핵력의 결합 에너지를 압도할 것이다. 예를 들어, 양성자와 중성자가 결합되면( 중수소 형성) 고에너지 광자에 의해 즉시 분해된다. 그러나 시간이 지남에 따라 우주는 팽창하고 냉각되었으며 광자의 평균 에너지는 감소했다. 빅뱅 후 약 1초가 지나면 핵 인력의 인력이 에너지가 낮은 광자를 압도하기 시작하고 중성자와 양성자가 안정적인 중수소 핵을 형성하기 시작한다. 우주가 계속 팽창하고 냉각됨에 따라 추가적인 핵 입자가 이 가벼운 핵과 결합하여 헬륨 등과 같은 더 무거운 원소를 형성한다.
앨퍼는 빅뱅에 의하여 수소, 헬륨 및 더 무거운 원소를 정확한 비율로 생성하여 초기 우주에서의 풍부함을 설명할 수 있을 것으로 주장했다. 앨퍼와 가모프의 이론은 원래 모든 원자핵이 한 번에 한 질량 단위씩 중성자를 연속적으로 포획하여 생성된다고 제안했다. 그러나 이후의 연구에서는 연속 포획 이론의 보편성이 도전을 받았는데, 이는 헬륨 이외의 원소 생산을 방해하는 원자량이 5 또는 8인 안정한 동위원소를 갖는 원소가 발견되지 않았기 때문이다. 결국 현재 우주에서 관측되는 대부분의 무거운 원소는 항성에서의 핵합성의 결과라는 것이 인식되었으며, 이 이론은 주로 한스 베테, 울리엄 파울러 및 수부라마니안 찬드라세카르에 의해 발전되었다. 베테의 이름은 앨퍼의 논문 심사 위원회의 마지막 순간에 추가되었다.
앨퍼의 논문이 획기적인 것으로 인식되었기 때문에 언론을 포함하여 300명 이상의 사람들이 논문 심사에 참석했으며 그의 예측에 대한 기사와 Herblock 만화가 주요 신문에 게재되었다. 박사 학위 논문으로는 이례적인 일이었다.
같은 해 후반에는 로버트 허먼과 협력하여 가상의 빅뱅으로 인한 우주 마이크로파 배경 복사로 알려진 잔류 복사의 온도를 예측했다. 그러나 우주 배경 복사에 관한 앨퍼의 예측은 1960년대 초 로버트 딕과 야코프 젤도비치에 의해 재발견될 때까지 거의 잊혀졌다. 우주 배경 복사의 존재와 그 온도는 1964년 뉴저지의 벨 연구소에서 일하던 두 명의 물리학자 아르노 펜지어스와 로버트 윌슨에 의해 실험적으로 측정되었고, 이들은 이 연구로 1978년 노벨 물리학상을 수상했다.
앨퍼의 독립적인 논문의 요소는 1948년 4월 1일 앨퍼, 한스 베테 및 가모프 세 저자의 이름으로 피지컬 리뷰에 처음 출판되었다. 한스 베테는 이름이 논문에 기재되어 있고 나중에 관련 주제에 대해 연구했지만 논문 이론의 발전에 직접적인 역할을 하지는 않았다. 가모프는 그리스 알파벳의 처음 세 글자인 알파, 베타, 감마 ( α, β, γ )에 대한 말장난으로 앨퍼 베테 가모프로 저자 목록으로 하기 위하여 베테의 이름을 저자 이름에 추가했다. 가모프는 "그러나 나중에 알파, 베타, 감마 이론이 일시적으로 무너졌을 때 베테가 그의 이름을 Zacharias로 바꾸는 것을 진지하게 고려했다는 소문이 있었다"라고 농담을 했다. 가모프는 로버트 허먼을 언급하면서 "로버트 허먼은 자신의 이름을 Delter로 바꾸는 것을 고집스럽게 거부했다."라고 썼다. 앨퍼는 가모프가 만든 유머가 이론을 발전시키는 데 있어 자신의 중요한 역할을 모호하게 만들지 않을까 걱정했다. 2005년 국가 과학 메달 상을 수상하여 앨퍼의 핵합성 및 우주 마이크로파 배경 복사 예측에 대한 독창적인 작업이 인정되었다. 닐 디그래스 타이슨은 NSF 위원회 추천에서 중요한 역할을 했다(2007년 7월 26일 Dr. Victor S. Alpher와의 사신에 의함).
앨퍼와 로버트 허먼은 1993년 미국 국립 과학원으로부터 헨리 드레이퍼 메달을 수상했다. 또한 이들은  1975년 미국 철학회의 마젤란 프리미엄 상, 벨기에 과학 아카데미의 Georges Vanderlinden Physics 상, 뉴욕 과학 아카데미 및 필라델피아 프랭클린 연구소의 중요한 상을 받았다. 우주 배경 복사와 관련된 경험적 연구로 노벨 물리학상을 2번, 즉 1978년에는 아르노 펜지어스와 로버트 윌슨에게, 2006년에는 존 매더와 조지 스무트에게 수여되었다. 앨퍼와 허먼(허먼은 사후)은 2001년에 그들의 우주론 작업에 대한 설명인 《Genesis of the Big Bang》 (Oxford University Press)을 출판했다. 이책은 트레이드북으로 발간되어 초판의 홍보나 판매가 거의 이루어지지 않았다.
앨퍼는 1986년에 미국 예술 과학 아카데미의 펠로우로 선출되었다. 2005년 앨퍼는 국가 과학 메달을 수상했는데 공적조서에는 "핵합성 분야에서의 그의 전례 없는 업적, 우주 팽창이 배경 복사 뒤에 남을 것이라는 예측, 빅뱅 이론의 모델 제공"이라고 쓰여 있다. 2007년 7월 27일 조지 W. 부시 대통령은 앨퍼 본인이 수상을 위한 여행을 할 수 없었기 때문에 그의 아들인 Dr. Victor S. Alpher에게 메달을 수여했다.

## 후기의 경력
1955년 앨퍼는 제너럴 일렉트릭 사의 R&D 센터로 자리를 옮겼다. 초기에 그의 주요 역할은 우주에서 차량 재진입 문제를 연구하는 것이 었다. 1940년대 후반 존스홉킨스 대학교 응용물리학 연구소에서 존 반 알렌 작업 그룹의 일원으로 일하면서 고고도 풍선으로 우주선(cosmic ray)을 연구했다. 1955년에 앨퍼와 허먼은 모두 반 알렌이 학과장으로 있는 아이오와 대학교에 지원했지만 학계의 급여가 산업계 급여에 비해 너무 낮았다. 앨퍼는 우주론의 문제에 대해 제너럴 모터스 연구 랩으로 옮긴 로버트 허먼과 계속해서 협력했다.
우주 마이크로파 배경 복사는 1964년에 마침내 확인되었지만 돌이켜 보면 다른 많은 천문학자와 전파 천문학자들은 우주론적 중요성을 인식하지 못한 채 그것을 관찰했을 것이다.
1987년부터 2004년까지 그는 뉴욕주 스키넥터디에 있는 유니언 칼리지 에서 저명한 물리학 및 천문학 연구 교수로 재직했으며, 그 동안 연구와 강의로 돌아갈 수 있었다. 이 기간 동안 그는 계속해서 동료 심사를 거친 주요 과학 논문을 발표했으며 공영 방송을 위한 지역 사회 봉사 활동을 했다. 앨퍼는 더들리 천문대의 이사(1987–2004)이기도 했다.
1986년에는 조지 워싱턴 대학교의 탁월한 동문 성과 상을 수상했다. 그의 모든 학위는 밤에 공부하고 낮에는 해군과 존스 홉킨스 APL에서 일하면서 달성했다. 2004년에 그는 유니언 칼리지의 명예 교수진에 합류했으며 더들리 천문대의 명예 이사였다. 그는 또한 유니언 칼리지와 렌슬리어 공과 대학교에서 명예 과학 박사 학위를 받았다. 2005년부터 사망할 때까지 그는 더들리 천문대의 명예 이사이자 유니언 칼리지의 물리학 및 천문학 명예저명 교수로 재직했다.

## 과학에 대한 접근 방식
앨퍼는 《디스커버》 잡지와의 인터뷰에서 요세프 다그네스(Joseph D'Agnese)에게 "당신이 과학을 하는 데에는 두 가지 이유가 있다. 하나는 세계에 대한 인류의 지식 저장소에 기여할 수 있다는 이타적인 느낌이다. 또 다른 더 개인적인 것은 동료에게 인정 받기를 원한다는 것이다. 순수하고 단순하다."
랠프 앨퍼는 1980년에 그의 아들 빅터에게 고급 교육을 고려할 때 누군가의 승인이 대학원 공부나 고급 집중 학습이 필요한 직업을 추구하는 이유가 아니라고 말했다. 오히려 그는 빅터에게 "매일 하는 일을 즐기고 만족해야 한다. 자주 보상을 받거나 등을 두드려 주지 않을 것이기 때문이다"라고 말했다. 그때까지 그는 우주론 연구로 미국 철학회, 벨기에 과학 아카데미, 프랭클린 연구소로부터 단 세 개의 상을 받았다.

## 개인 생활 및 견해
유대인 가정을 양육했음에도 불구하고 그는 자신을 불가지론자이자 인본주의자라고 생각했다. 앨퍼는 사랑스런 남편이자 아버지였다. 그는 루이제 앨퍼와 결혼하여 Victor Seth와 Harriet Rose라는 두 자녀와 두 명의 손자 Lisa와 Rachel Lebetkin을 두었다.
랠프 앨퍼는 2007년 2월에 넘어져 엉덩이가 부러진 이후로 건강이 나빠졌고 2007년 8월 12일 오랜 투병 끝에 사망했다.

## 같이 보기
- 유대계 미국인 물리학자 목록
- 노벨상 논란